# Jessie Usher
Pour les articles homonymes, voir Usher (homonymie).
 (mai 2015).
Si vous disposez d'ouvrages ou d'articles de référence ou si vous connaissez des sites web de qualité traitant du thème abordé ici, merci de compléter l'article en donnant les références utiles à sa vérifiabilité et en les liant à la section « Notes et références ».
Jessie Usher, né le 29 février 1992 à Silver Spring, dans le Maryland, est un acteur américain. 
Il se fait connaître, à la télévision, grâce aux premiers rôles qu'il incarne dans les séries télévisées Level Up (2012-2013) et Survivor's Remorse (2014-2017) avant de se faire remarquer au cinéma, pour son interprétation du fils de Will Smith, dans le blockbuster à succès Independence Day: Resurgence (2016), ce qui lui permet d'être ensuite sélectionné pour jouer le fils de Samuel L. Jackson dans le film d'action Shaft (2019).

## Biographie
Jessie T. Usher est né le 29 février 1992 à Silver Spring, Maryland. Il est le fils de Jessie T. Usher Sr et Judith Usher.
Il a une sœur prénommée Jesstia qui l'a inspiré et l'a poussé à devenir acteur.

### Vie privée
Il a une fille, Nala Usher, née en 2017.

## Filmographie

### Cinéma

#### Longs métrages
- 2010 : Beautiful Boy de Shawn Ku : Un jeune basketteur
- 2013 : Inappropriate Comedy de Vince Offer : Jamal
- 2014 : When the Game Stands Tall de Thomas Carter : Tayshon Lanear
- 2016 : Independence Day : Resurgence de Roland Emmerich : Dylan Hiller
- 2016 : Almost Christmas de David E. Talbert : Evan
- 2017 : Stronghold de Markiss McFadden : Lil Maniac (également producteur)
- 2018 : Ride de Jeremy Ungar : James (également producteur exécutif)
- 2019 : Shaft de Tim Story : John Shaft III
- 2019 : The Banker de George Nolfi : Tony Jackson
- 2020 : Mensonges et trahisons (Dangerous Lies) de Michael Scott : Adam
- 2022 : Smile de Parker Finn : Trevor

#### Court métrage
- 2016 : All Part of the Game: Part 1 Freethrows de Brandon Thomas : Jay

### Télévision

#### Séries télévisées
- 2005 : FBI : Portés disparus (Without a Trace) : Malcolm
- 2007 : Hannah Montana : Guy
- 2008 : Numbers : Un braqueur
- 2008 : Retour à Lincoln Heights (Lincoln Heights) : Baby G
- 2009 : Mentalist (The Mentalist) : Daniel Brown
- 2009 : Esprits criminels (Criminal Minds) : Daniel
- 2011 : G.I. Joe : Renegades : Ray (voix)
- 2012 - 2013 : Level Up : Lyle
- 2014 - 2017 : Survivor's Remorse : Cam Calloway
- 2019 - présent : The Boys : A-Train / Reggie Franklin
- 2020 : MacGyver : Vincent Broulee
- 2021 : Robot Chicken : Le penseur (voix)
- 2021 : Les Seals (SEAL Team) : Quinn (voix)
- 2022 : Tales of the Walking Dead : Davon
- 2025 : Pulse (série télévisée) : Sam Elijah

#### Téléfilms
- 2010 : Summer Camp de Lev. L Spiro : R.J.
- 2011 : Level Up de Peter Lauer : Lyle

## Distinctions
Sauf indication contraire ou complémentaire, les informations mentionnées dans cette section proviennent de la base de données IMDb.

### Récompenses
- Festival international du film des Hamptons 2015 : Révélation de l'année pour Survivor's Remorse
- CinemaCon 2016 : meilleure distribution de l'année pour Independence Day: Resurgence